# Comacris
Comacris is een geslacht van rechtvleugeligen uit de familie veldsprinkhanen (Acrididae). De wetenschappelijke naam van dit geslacht is voor het eerst geldig gepubliceerd in 1890 door Bolívar.

## Soorten
Het geslacht Comacris omvat de volgende soorten:
- Comacris lamottei Chopard, 1947
- Comacris semicarinatus Gerstaecker, 1869